# The Original Bootleg Series from the Manticore Vaults: Volume Four
The Original Bootleg Series from the Manticore Vaults: Volume Four è un album dal vivo del gruppo musicale britannico Emerson, Lake & Palmer, pubblicato nel 2006 dalla Manticore Records.

## Tracce
CD 1 – Hartford civic centre Connecticut 10 July 1977
1. Karn Evil 9 1st Impression, Pt. 2
2. Hoedown
3. Tarkus
4. Take a Pebble (Inc Piano Concerto No 1 1st Movement)
5. Still You Turn Me On
6. Knife Edge
7. Pictures at an Exhibition

CD 2 – Hartford civic centre Connecticut 10 July 1977
1. C'est La Vie
2. Lucky Man
3. Tank
4. Nutrocker
5. Pirates
6. Fanfare for the Common Man

CD 3 – Chicago 1978
1. Peter Gunn
2. Hoedown
3. Tarkus: Eruption/Stone of Years/Iconoclast/Mass/Manticore/The Battlefie
4. Take a Pebble/Piano Concerto 3rd Movement/Maple Leaf Rag/Take a Pebble
5. C'est La Vie
6. Lucky Man
7. Pictures at an Exhibition [2nd Half]

CD 4 – Chicago 1978
1. Karn Evil 9 1st Impression [2nd Half]
2. Tiger in a Spotlight
3. Watching Over You
4. Tank/Enemy God
5. Nutrocker
6. Pirates
7. Fanfare for the Common Man/Rondo
8. Show Me the Way to Go Home

CD 5 – Pennsylvania 22 July 1992
1. Fanfare for the Common Man
2. Karn Evil 9 1st Impression, Pt. 2
3. Tarkus
4. Knife Edge
5. Paper Blood
6. Black Moon
7. Creole Dance
8. Close to Home
9. Affairs of the Heart
10. From the Beginning
11. Romeo and Juliet
12. Greg Plays

CD 6 – Pennsylvania 22 July 1992
1. Farewell to Arms
2. Pirates
3. Lucky Man
4. Pictures at an Exhibition
5. Medley: Changing States/America/Rondo
6. Another Frontier

CD 7 – Jones Beach, New York 25 July 1992
1. Karn Evil 9 1st Impression, Pt. 2
2. Tarkus
3. Knife Edge
4. Paper Blood
5. Black Moon
6. Creole Dance
7. Piano Instrumental
8. From the Beginning
9. Affairs of the Heart

CD 8 – Jones Beach, New York 25 July 1992
1. Romeo and Juliet
2. Farewell to Arms
3. Pirates
4. Lucky Man
5. Pictures at an Exhibition
6. Fanfare for the Common Man